# Cléguérec
Cléguérec (bretonisch: Klegereg) ist eine französische Gemeinde mit 2849 Einwohnern (Stand 1. Januar 2022) im Département Morbihan in der Region Bretagne. Sie gehört zum Gemeindeverband Pontivy Communauté.

## Geographie
Cléguérec liegt im Norden des Départements Morbihan und gehört zum Pays de Pontivy.
Nachbargemeinden sind Sainte-Brigitte und Saint-Aignan im Norden, Neulliac im Osten, Pontivy im Südosten, Malguénac im Süden sowie Séglien und Silfiac im Westen.
Der Ort liegt etwas abseits von Straßen für den überregionalen Verkehr. Durch die Gemeinde führt die D18 als wichtigste Straßenverbindung. Die wichtigsten überregionalen Straßenverbindungen sind die D700/D768 (ehemals Route nationale 168), die mehr als zehn Kilometer südöstlich vorbeiführt, und die N164 im Norden.
Die bedeutendsten Gewässer sind der Fluss Blavet und die Bäche Fontaine de la Trinité, Stanglhuern und Kerdréan. Der Blavet bildet teilweise die Gemeindegrenze. Im Norden der Gemeinde gibt es großflächige Waldgebiete – den Petit Boduic, den Grand Boduic  und den Quénécan.

## Geschichte
Die Gemeinde gehört historisch zur bretonischen Region Bro Gwened (frz. Vannetais) und innerhalb dieser Region zum Gebiet Bro Pondi (frz. Pays de Pontivy) und teilt dessen Geschichte. Seit 1793 ist Cléguérec Hauptort eines eigenen Kantons.

## Bevölkerungsentwicklung
| Jahr      | 1962 | 1968 | 1975 | 1982 | 1990 | 1999 | 2006 | 2019 |
| Einwohner | 3013 | 2812 | 2679 | 2717 | 2716 | 2749 | 2780 | 2828 |

## Sehenswürdigkeiten
- Allée couverte von Bod er Mohet
- Kirche Saint-Guérec aus den Jahren 1843 bis 1846
- Dreifaltigkeits-Kapelle (de la Trinité) nahe Poulmain aus dem 15. bis 17. Jahrhundert
- Kapelle Saint-Molvan aus dem Jahr 1693
- Kapelle Saint-André in Langlo
- Pobéguin-Platz mit Kalvarienberg und Freiheitsstatue
- Schloss Beauregard
- Haus von Colmario aus dem Jahr 1721
- Menhir Bugul er Hoët auch Berger de la Madeleine genannt
- Menhir du Breuil-du-Chêne
- mehrere Mühlen

Quelle:

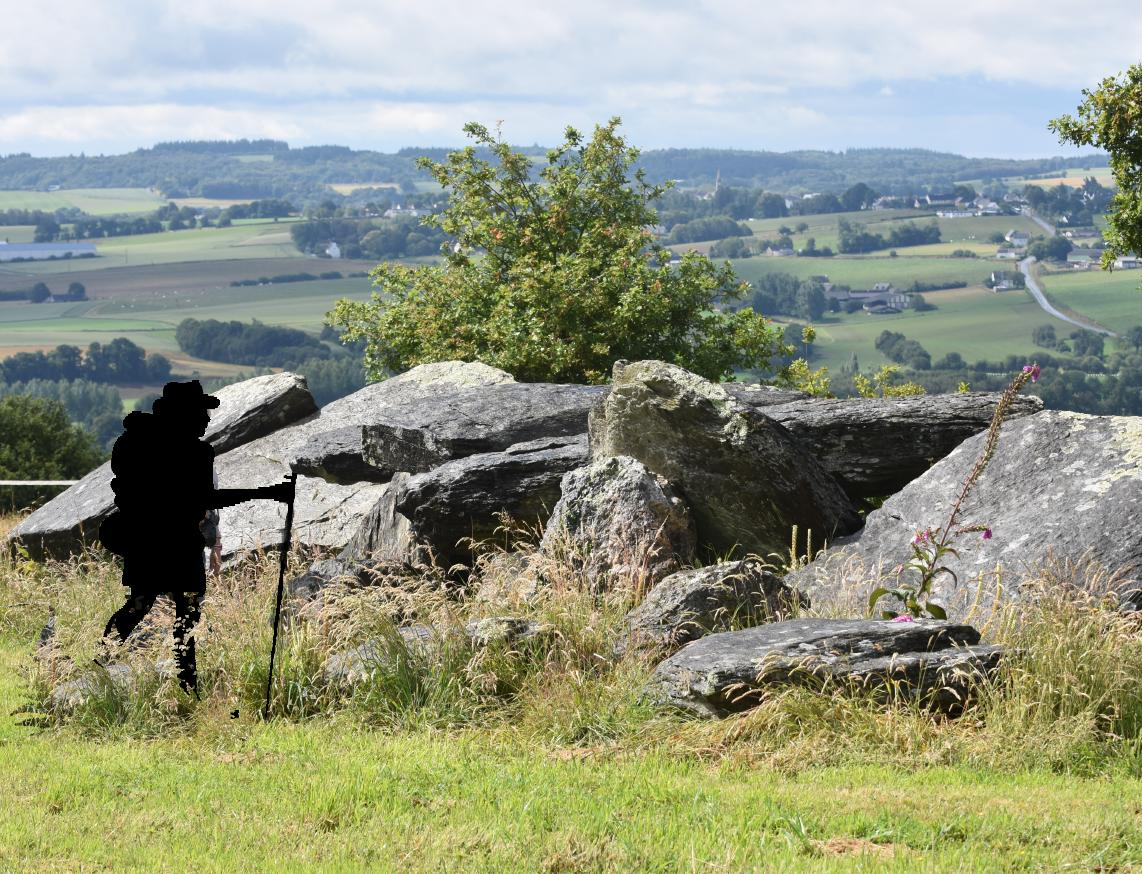
Allée couverte von Bod er Mohet
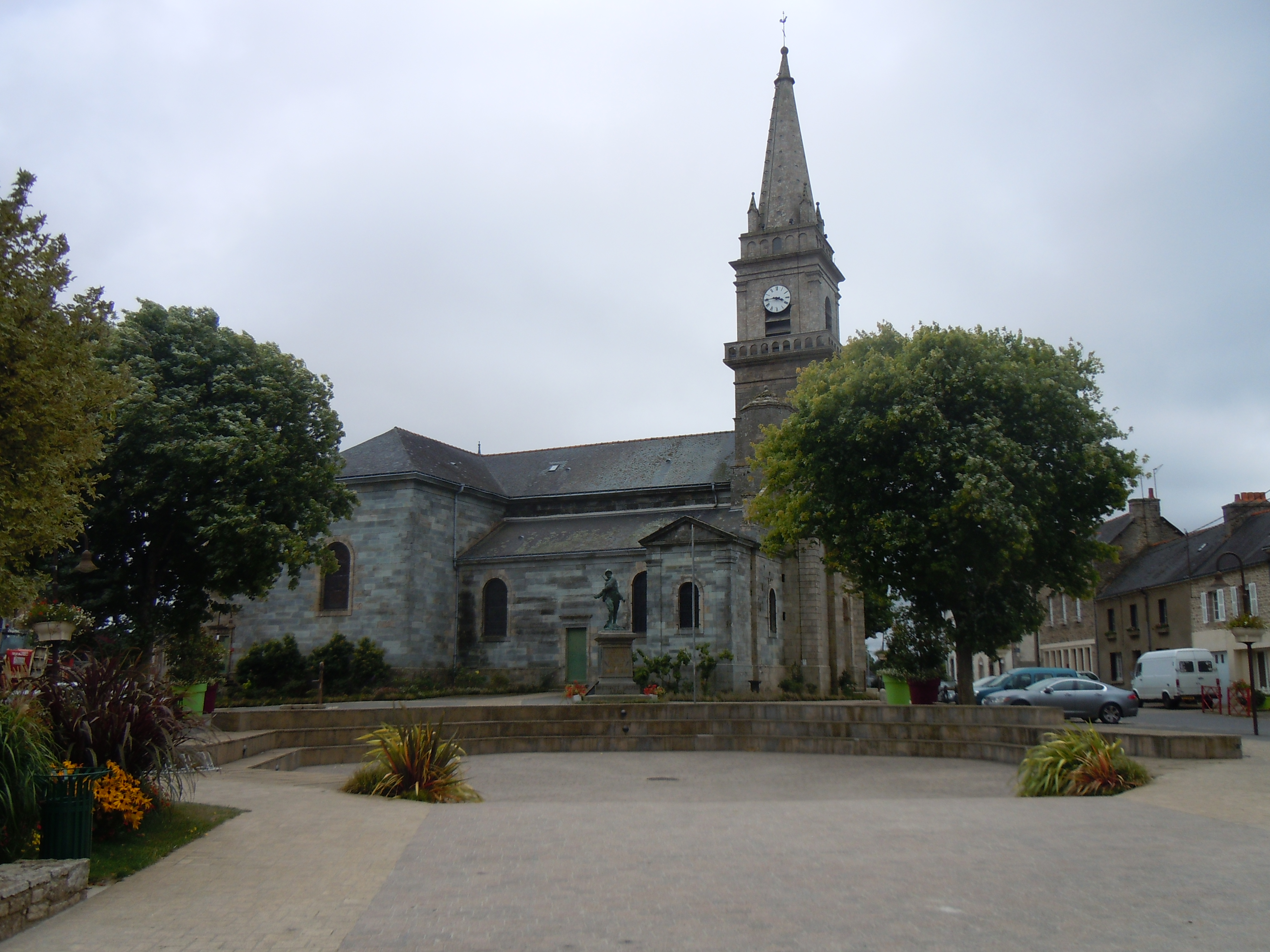
Kirche Saint-Guérec
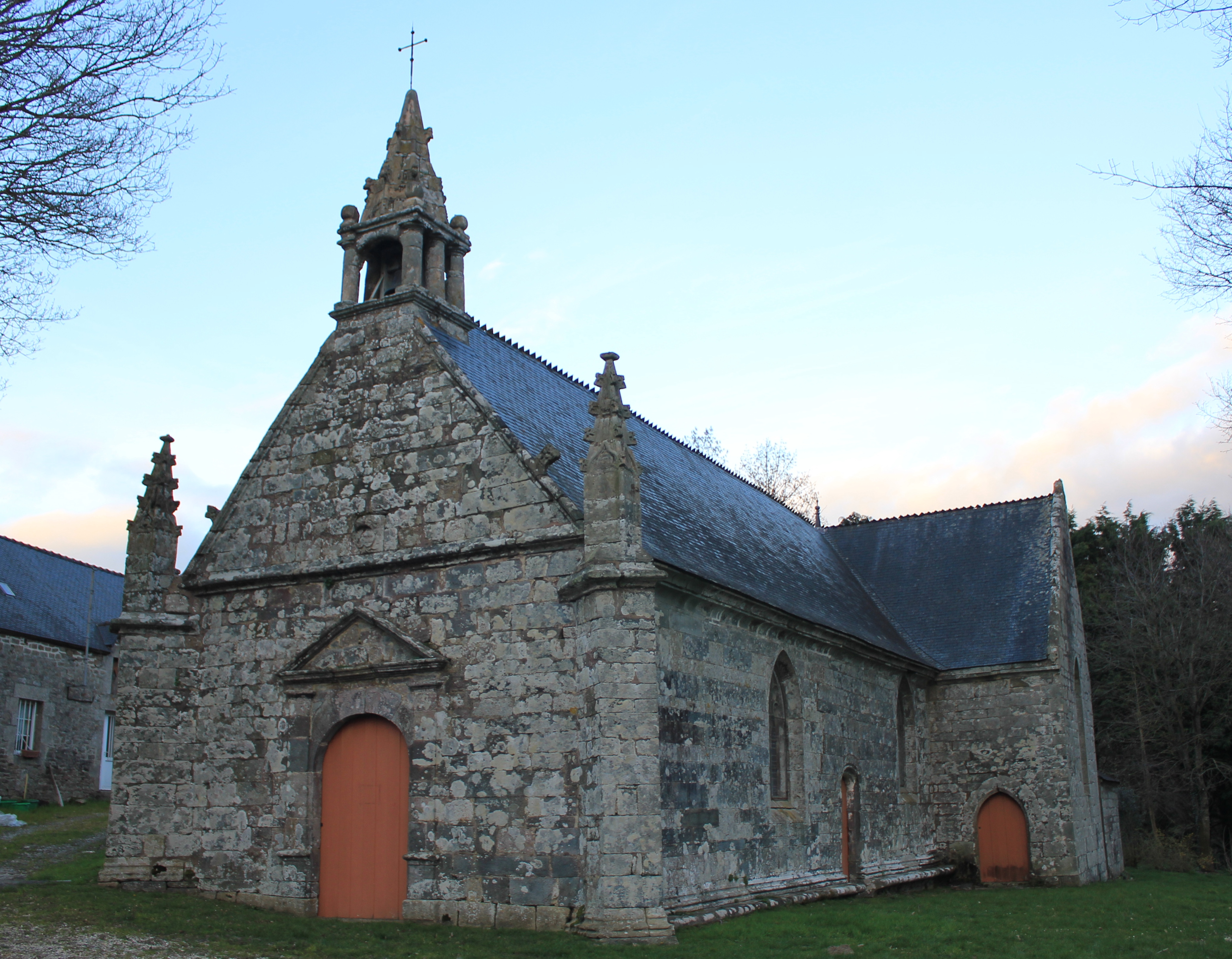
Dreifaltigkeits-Kapelle
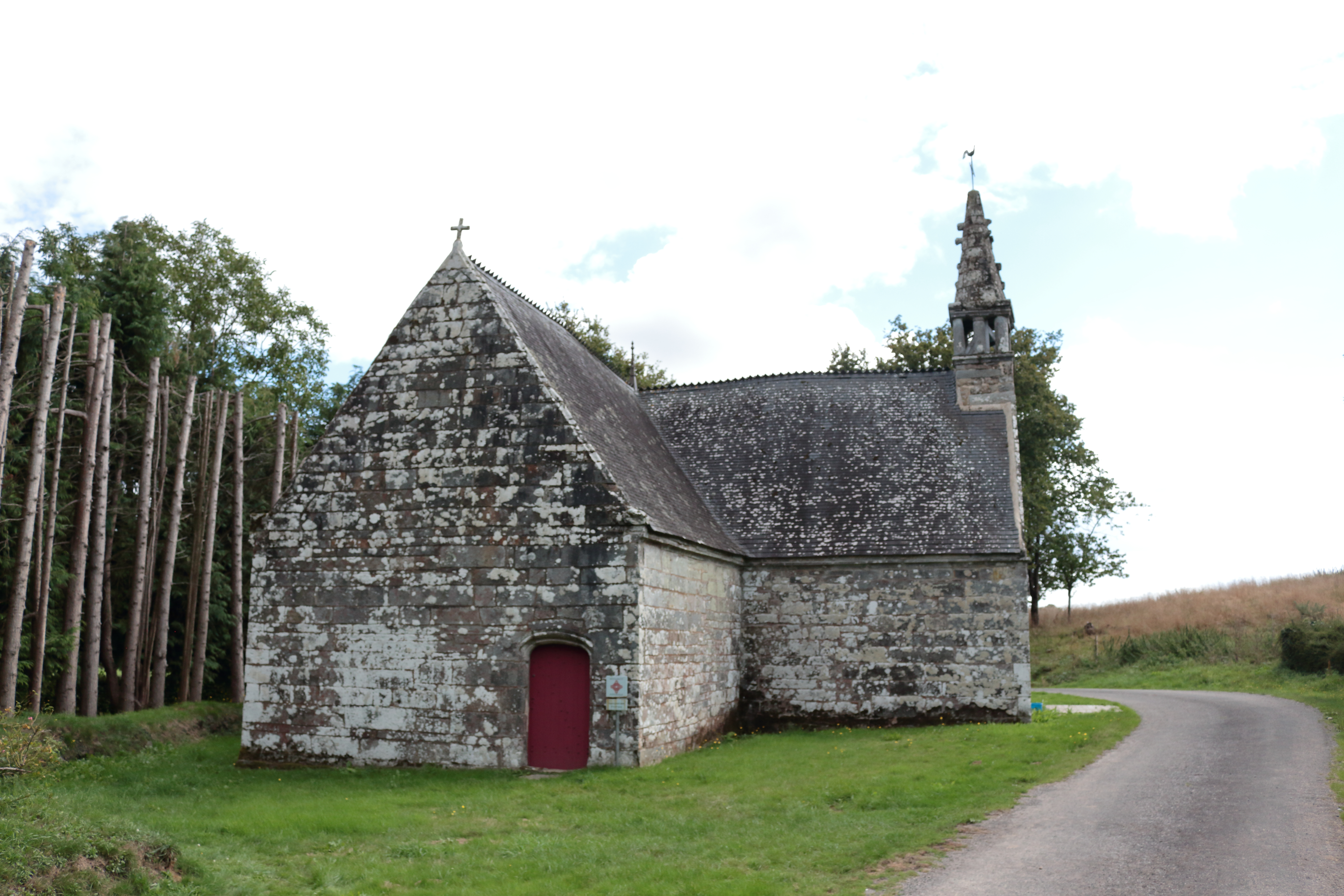
Kapelle Saint-André
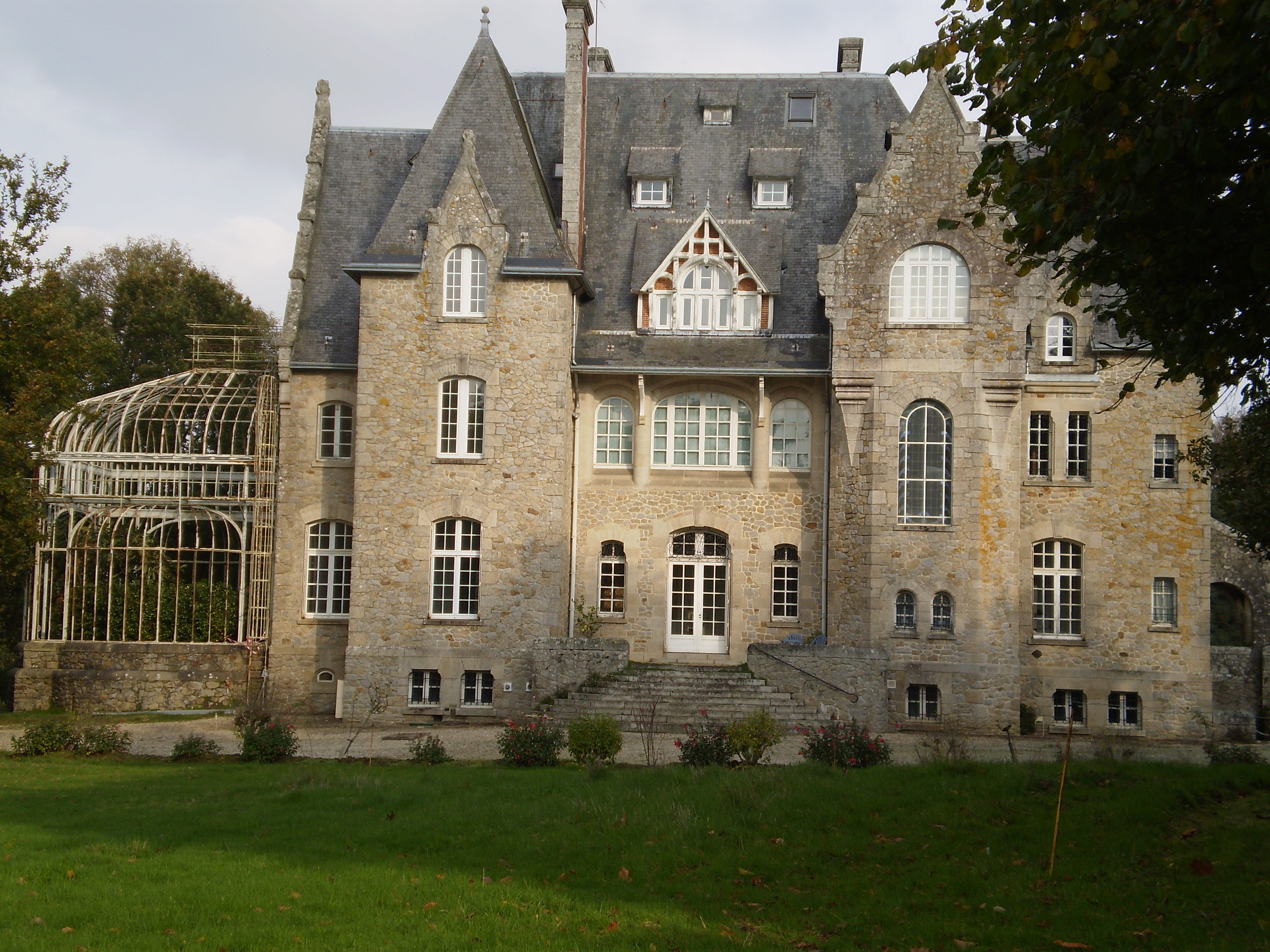
Schloss Beauregard
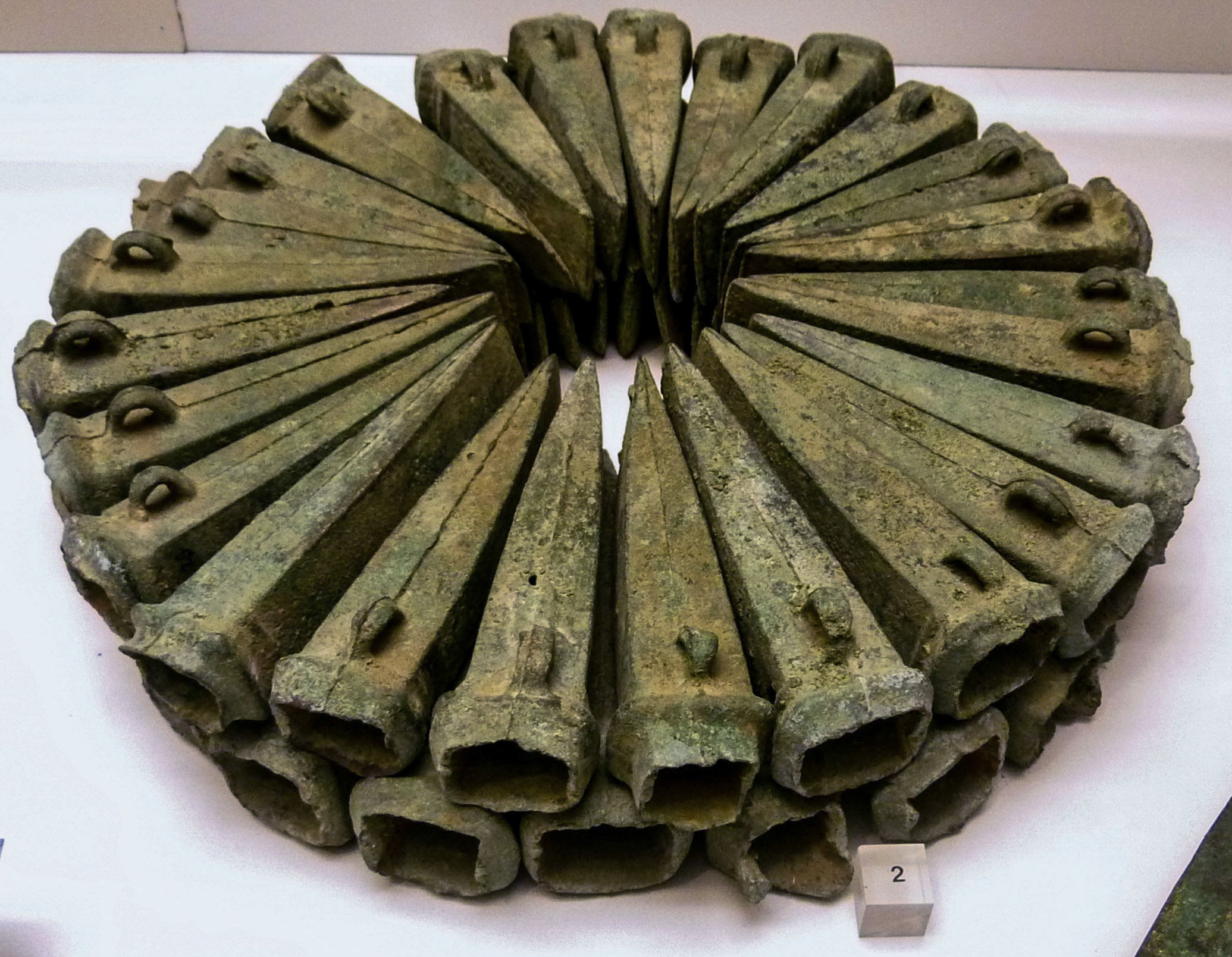
Hortfund von Quélenesse in Cléguérec gefunden 1970 – im Museum von Carnac

## Persönlichkeiten
- Jean Dacquay (1927–2014), Radrennfahrer